# Dalea tapacariensis
Dalea tapacariensis är en ärtväxtart som beskrevs av Carl Ernst Otto Kuntze. Dalea tapacariensis ingår i släktet Dalea, och familjen ärtväxter. Inga underarter finns listade i Catalogue of Life.